# Кампілья-Черво
Кампілья-Черво (італ. Campiglia Cervo, п'єм. Campija) — муніципалітет в Італії, у регіоні П'ємонт,  провінція Б'єлла. 1 січня 2016 року до Кампілья-Черво приєднано муніципалітети Куїттенго та Сан-Паоло-Черво.
Кампілья-Черво розташована на відстані близько 550 км на північний захід від Рима, 70 км на північний схід від Турина, 4 км на північ від Б'єлли.
Населення — 161 особа (2014).
Щорічний фестиваль відбувається 12 червня. Покровитель — San Bernardo.

## Демографія
Населення за роками:

Станом на 1 січня 2023 року в муніципалітеті офіційно проживали 33 іноземці з 14 країн, серед них 15 громадян країн Євросоюзу та 1 громадянин України.

## Сусідні муніципалітети
- Андорно-Мікка
- Моссо
- П'єдікавалло
- Розацца
- Валле-Моссо
- Сальяно-Мікка
- Вельйо
- Б'єлла